# روش ژنوی
روش ژنواز (به انگلیسی: Genoise Method) که گاهی روش اسفنجی ساده نیز نامیده می‌شود یک روش استاندارد برای مخلوط کردن مواد اولیه کیک‌های کم چرب است. در این روش مهمترین عامل برآمدن و افزایش حجم کیک کف حاصل از زدن تخم مرغ کامل و شکر است. در تهیه کیک ژنواز که یک نوع کیک فرانسوی است، کمی کره برای عطر و طعم آن به خمیر کیک اضافه می‌شود. در صورتی‌که در کیک کاستلا که یک نوع کیک سنتی ژاپنی است شیر و عسل افزوده می‌شود. در این نوع کیک‌ها چربی باعث کاهش حجم کیک می‌شود. بنابراین در ظروف و قالب این کیک نباید هیچ نوع چربی وجود داشته باشد.

## مراحل انجام کار
1. تمام مواد را از قبل دقیقاً اندازه‌گیری کنید. همه آن‌ها باید در دمای اتاق باشند. (20 درجه سانتیگراد)
2. غیر از شکر و نمک بقیه مواد جامد را که ممکن است شامل پودر کاکائو، نشاسته ذرت، بیکینگ پودر و جوش شیرین باشد را با آرد مخلوط کنید. (برای مخلوط شدن بهتر چند بار از الک بگذرانید.)
3. در صورتی‌که در ترکیب کیک مایعاتی از قبیل کره مذاب، شیر یا عسل وجود دارد آن‌ها را مخلوط کنید. (برای مخلوط شدن بهتر آن‌ها را کمی گرم کنید.) سپس بگذارید به دمای اتاق برسد.
4. در قابلمه کمی آب بریزید و روی آتش کم قرار دهید تا آب کاملاً داغ شود ولی جوش نیاید. تخم مرغ٬ شکر و نمک را در کاسه استیل بریزید. کاسه را روی ظرف آب داغ قرار دهید. بطوری‌که ته کاسه با آب تماس نداشته باشد. مخلوط تخم مرغ را پیوسته هم بزنید تا دمای آن به ۴۵  تا ۵۰ درجه سانتیگراد برسد و شکر کاملاً در آن حل شود.
5. کاسه را از روی حرارت بردارید و با دور تند همزن آن را بین ۱۰ تا ۱۵ دقیقه بزنید تا کاملاً سبک و غلیظ شود.
6. مخلوط آرد را در ۲ یا ۳ مرحله به آن اضافه کنید و آرام با لیسک زیر و رو کنید تا خمیر یکدست شود. از این مرحله به بعد هم زدن زیاد باعث خوابیدن پف خمیر می‌شود بنابراین زیاد هم نزنید.
7. کمی از خمیر را به مخلوط مایعات اضافه کنید و هم بزنید تا یکدست شود سپس آن را به ظرف خمیر برگردانید و آرام زیر و رو کنید تا خمیر همگن شود.
8. بلافاصله در قالب ریخته در فر قرار دهید تأخیر باعث کم شدن حجم کیک می‌شود.[۱]